# 游耀光
游耀光（1962年10月17日—）出生於台灣高雄市，臺灣男演員。
從小在新劇團家庭中成長，經歷過臺灣的歌廳秀、餐廳秀、一直到電視圈，是 90年代當紅的閩南語一線小生，其父親是新劇團國寶亦是資深演員游啟東，父子倆人更曾攜手同台演出數部戲劇。
游耀光曾演出過的電視劇有上百部之多，成名作《觀音前傳》更是唯一以男性詮釋觀音角色的演員。除了戲劇的表演專業之外，還參與過電影、舞台劇的演出，拍攝過數支廣告和音樂影片，亦有導演經驗。後來其參加的戲劇開始趨向多元，並且能夠同時出演現代標準漢語和臺灣話戲劇。

## 電視劇
| 年     | 電視台     | 劇名                                     | 飾演          |
| ------ | ---------- | ---------------------------------------- | ------------- |
|        | 中視       | 《凡夫俗女》                             |               |
|        |            | 《妙人妙事》                             |               |
|        |            | 《新白蛇傳》                             |               |
| 1984年 | 中視       | 《港都好男兒》                           |               |
| 1988年 | 中視       | 黃香蓮歌仔戲《正德皇帝遊江南》           | 二兒子        |
| 1989   | 華視       | 《隔壁親家》                             | 阿清          |
| 1989年 | 台視       | 《媽祖外傳》                             |               |
| 1990年 | 華視       | 《白牡丹》                               |               |
| 1990年 | 中視       | 黃香蓮歌仔戲《東漢演義》                 | 王臨          |
| 1990年 | 台視       | 《觀音前傳》                             | 蔡典          |
| 1991年 | 台視       | 《黑卒吃過河》                           |               |
| 1991年 | 華視       | 《罔市的一生》                           |               |
| 1992年 | 台視       | 《愛情海》                               |               |
| 1992年 | 台視       | 《何仙姑》                               | 何建南        |
| 1993年 | 中視       | 《嫁妝一卡車》                           | 趙坤生        |
| 1993年 | 台視       | 《牛郎織女一家親》                       |               |
| 1993年 | 台視       | 《開心街》                               |               |
| 1993年 | 台視       | 《大門神》                               | 陳士林        |
| 1993年 | 中視       | 《鄉土情》                               |               |
| 1994年 | 台視       | 《我有三個半媳婦》                       |               |
| 1994年 | 台視       | 《春花秋月》                             |               |
| 1994年 | 中視       | 《媽祖出巡》                             |               |
| 1994年 | 中視       | 《再世緣》                               |               |
| 1994年 | 台視       | 《武夷山傳奇》                           | 彭重生        |
| 1994年 | 中視       | 《周成過台灣》                           |               |
| 1994年 | 中視       | 《冬瓜家族》                             |               |
| 1995年 | 台視       | 《故鄉之戀》                             |               |
| 1995年 | 華視       | 《乞丐與藝旦》                           | 林永康        |
| 1995年 | 台視       | 《黃昏的故鄉》                           |               |
| 1995年 | 台視       | 《草地女婿》                             | 朝明          |
| 1995年 | 華視       | 《鳳冠情》                               |               |
| 1995年 | 中視       | 《阿爸的願望》                           |               |
| 1995年 | 中視       | 《黑面陳的女兒》                         |               |
| 1995年 | 台視       | 《尪某情》                               |               |
| 1996年 | 台視       | 《歹路不可行》                           |               |
| 1996年 | 華視       | 《三國英雄傳之關公》                     | 曹植          |
| 1996年 | 公視       | 《人生劇展-患難》                        |               |
| 1996年 | 台視       | 中國民間故事《我的朋友是鬼》             | 阿林          |
| 1996年 | 台視       | 中國民間故事《九命怪貓》                 | 黃金柱        |
| 1996年 | 台視       | 中國民間故事《詹典嫂告御狀》             | 徐定          |
| 1996年 | 台視       | 中國民間故事《打貓夫人》                 | 劉阿火        |
| 1996年 | 台視       | 中國民間故事《李勇救嘉慶君》             | 李勇          |
| 1997年 | 台視       | 中國民間故事《鸚哥報恩》                 | 李治平        |
| 1997年 | 台視       | 中國民間故事《九品官審奇案》             | 朱山          |
| 1997年 | 台視       | 中國民間故事《打狗傳奇》                 | 劉阿火        |
| 1997年 | 台視       | 中國民間故事《碟仙傳奇》                 |               |
| 1997年 | 中視       | 《陰陽母子情》                           |               |
| 1997年 | 中視       | 《阿霞開店》 (中視版)                    | 石有志        |
| 1997年 | 中視       | 《巡按大人》                             |               |
| 1997年 | 華視       | 《鴛鴦》                                 |               |
| 1998年 | 台視       | 《阿霞開店》                             | 石有志        |
| 1998年 | 台視       | 《厝邊隔壁攏有情》                       |               |
| 1998年 | 中視       | 《世間父母》                             | 高延輝        |
| 1998年 | 中視       | 《濟公》                                 |               |
| 1998年 | 中視       | 《夫妻相欠債》                           |               |
| 1998年 | 中視       | 黃香蓮歌仔戲《臭頭洪武君》               | 玉帝          |
| 1998年 | 民視       | 《八仙傳奇》第三單元：曹國舅             | 曹國舅        |
| 1998年 | 民視       | 《台灣作家劇場》- 春成的賠命錢           | 蘇春來        |
| 1999年 | 中視       | 《又見阿霞開店》                         | 有志          |
| 1999年 | 中視       | 《阿母的嫁妆》                           | 江家庆        |
| 1999年 | 台視       | 《雨中鳥》                               | 徐志清        |
| 1999年 | 八大電視台 | 《家和萬事興》                           |               |
| 1999年 | 台視       | 《阿母的願望》                           |               |
| 2000年 | 台視       | 《誰人的子》                             |               |
| 2000年 | 中視       | 《家和萬事興》                           |               |
| 2000年 | 中視       | 《封神榜》                               | 伯邑考        |
| 2000年 | 民視       | 《民視劇場-檳榔西施》                    | 阿賜          |
| 2000年 | 中視       | 《一樣米養百樣人》                       | 王明峰        |
| 2001年 | 華視       | 《保生大帝》單元：黑金官                 | 文清風        |
| 2001年 | 華視       | 《保生大帝》單元：靈山怪婆               | 白玉虎        |
| 2001年 | 中視       | 《超級總鋪師》                           | 少堂          |
| 2001年 | 中視       | 《怪俠歐陽德》                           | 秋官          |
| 2001年 | 中視       | 《在室阿嬤》                             | 陳秋和        |
| 2001年 | 中視       | 《三叔公九嬸婆》                         | 李康祥        |
| 2002年 | 台視       | 《阿母的甘苦人生》                       | 陳玉輝        |
| 2002年 | 中視       | 《女人當家》                             | 謝傳賢        |
| 2002年 | 中視       | 《冤家拼親家》                           | 林永德        |
| 2003年 | 中視       | 《心事誰人知》                           | 吴世华        |
| 2004年 | 台視       | 《台灣百合》                             | 蔡長茂        |
| 2004年 | 台視       | 《兄弟姊妹》                             | 李再生 李萬全 |
| 2005年 | 華視       | 《生命的太陽》                           | 鯊魚老大      |
| 2005年 | 民視       | 《親戚不計較》                           | 林嘉明        |
| 2006年 | 華視       | 《水色嘉南》                             | 阿火          |
| 2007年 | 公視       | 《出外人生》                             | 阿三          |
| 2007年 | 台視       | 《神機妙算劉伯溫》第七單元：皇城龍虎鬥   | 陸友竹        |
| 2007年 | 民視       | 《濟公》第四單元：濟公懲刁商             | 黃千里        |
| 2007年 | 三立台灣台 | 《天下第一味》                           | 楊嘉文        |
| 2007年 | 大愛電視台 | 《幸福時光》第二單元：人間有情           |               |
| 2008年 | 民視       | 《濟公》第十二單元：廣亮還俗             | 林德昌 廖進財 |
| 2008年 | 華視       | 《這三個女人》                           |               |
| 2009年 | 台視       | 《嘉慶君遊台灣》第一單元：貞節牌坊       | 陳仁和        |
| 2011年 | 大愛電視台 | 《何處是我家》                           | 廖年亭        |
| 2011年 | 大愛電視台 | 《敲磚的女人》                           | 陳吉成        |
| 2011年 | 大愛電視台 | 《幸福的滋味》                           | 敏兄          |
| 2011年 | 大愛電視台 | 《當愛來敲門》                           | 李清瑞        |
| 2012年 | 公視       | 《遺失的美好》                           |               |
| 2012年 | 三立台灣台 | 《戲說台灣》《黑虎迎財神》               | 蔡榮富        |
| 2012年 | 三立台灣台 | 《戲說台灣》《傀儡命》                   | 林有正        |
| 2012年 | 三立台灣台 | 《戲說台灣》《玄壇元帥》                 | 林昆生        |
| 2012年 | 民視       | 《廉政英雄》第三單元：無法無天           | 胡國祥        |
| 2012年 | 三立台灣台 | 《雨夜花》                               | 林效賢        |
| 2012年 | 大愛電視台 | 《我愛波麗士》                           | 陳祥閏        |
| 2012年 | 大愛電視台 | 《麻豆小鎮》                             | 明義          |
| 2012年 | 大愛電視台 | 《老人老車老朋友》                       | 劉光浩        |
| 2012年 | 大愛電視台 | 《守著你的我》                           | 楊銀糖        |
| 2013年 | 大愛電視台 | 《小妹》                                 | 阿義          |
| 2013年 | 三立台灣台 | 《戲說台灣》《王勳千歲展神威》           | 周明德        |
| 2013年 | 三立台灣台 | 《戲說台灣》《埤頭里蚼蟻墓》             | 秦旺          |
| 2013年 | 三立台灣台 | 《戲說台灣》《錢來也》                   | 林振成        |
| 2013年 | 三立台灣台 | 《戲說台灣》《諸羅文財神》《賭婆出大運》 | 阿旺          |
| 2014年 | 三立台灣台 | 《戲說台灣》《包公判陰陽》               |               |
| 2014年 | 三立台灣台 | 《戲說台灣》《包青天鍘薄情郎》           |               |
| 2014年 | 公視       | 《幸福返鄉30+》                          | 林先生        |
| 2014年 | 三立台灣台 | 《戲說台灣》《大某的守護神》             | 王忠賢        |
| 2014年 | 三立台灣台 | 《戲說台灣》《喢到豬八戒》               | 施志明        |
| 2014年 | 三立台灣台 | 《戲說台灣》《大肚媽求子奇譚》           | 近藤龍馬      |
| 2014年 | 民视       | 《龙飞凤舞》                             | 船夫(客串)    |
| 2014年 | 民视       | 《嫁妆》                                 | 李董(客串)    |
| 2014年 | 台視       | 《艋舺的女人》                           | 詹樹旺        |
| 2014年 | 大愛電視台 | 《阿爸講的話》                           | 李父          |
| 2014年 | 三立台灣台 | 《阿母》                                 | 廖文彬        |
| 2015年 | 公視       | 《人生劇展-愛神卡拉OK》                  | 阿光          |
| 2015年 | 三立台灣台 | 《戲說台灣》《帝爺公助鳳還巢》           | 李長生        |
| 2015年 | 台視       | 《天若有情》                             | 魏正昌        |
| 2015年 | 大愛電視台 | 《長情劇展-想念的滋味》                  | 阿福師        |
| 2016年 | 三立台灣台 | 《戲說台灣》《天喜紅鸞》                 | 吴德山        |
| 2016年 | 三立台灣台 | 《白鷺鷥的願望》                         | 蔡老闆        |
| 2016年 | 三立台灣台 | 《戲說台灣》《大寮搖頭媽祖》             | 阿昌伯        |
| 2016年 | 三立台灣台 | 《戲說台灣》《澎湖小福官》               | 顏志文        |
| 2016年 | 公視       | 《今晚，你想點什麼？》                   | 川遠          |
| 2016年 | 三立台灣台 | 《甘味人生》                             | 呂慶斌        |
| 2016年 | 三立台灣台 | 《戲說台灣》《棺上加棺的咒讖》           | 張大同        |
| 2016年 | 三立台灣台 | 《戲說台灣》《尊王公斬桃花》             | 林有志        |
| 2016年 | 三立台灣台 | 《戲說台灣》《八嫁皇后命》               | 丁財旺        |
| 2017年 | 大愛電視台 | 《幸福之約》                             |               |
| 2017年 | 三立台灣台 | 《戲說台灣》《怪庄怪猫池王爺》           |               |
| 2017年 | 三立台灣台 | 《戲說台灣》《水鬼告城隍》               | 趙志满        |
| 2017年 | 三立台灣台 | 《戲說台灣》《活符擋煞》                 | 阿善伯        |
| 2017年 | 三立台灣台 | 《戲說台灣》《紅蝦港太子爺》             | 周金福        |
| 2017年 | 三立台灣台 | 《戲說台灣》《惡婆婆三告官》             | 吳道德        |
| 2018年 | 大愛電視台 | 《曾經 我們一起12歲》                    | 郭爸爸        |
| 2018年 | 三立台灣台 | 《戲說台灣》《織女纏牛郎》               | 月老          |
| 2018年 | 三立台灣台 | 《戏说台湾》《东螺妈救北斗》             | 李庆仁        |
| 2018年 | 三立台灣台 | 《戏说台湾》《大莆林水鬼》               | 陈千福        |
| 2019年 | 三立台灣台 | 《戏说台湾》《范王爺破連環劫》           | 張定昌        |
| 2019年 | 三立台灣台 | 《戏说台湾》《城隍媽祖渡斑鳩》           | 黃天旺        |
| 2019年 | 三立台灣台 | 《戏说台湾》《新莊港董大爺》             | 楊錦山        |
| 2019年 | 台視       | 楊麗花歌仔戲《忠孝節義-萬古流芳》        | 屠岸賈        |
| 2019年 | 民視       | 《多情城市》                             | 張添發        |
| 2019年 | 台視       | 楊麗花歌仔戲《忠孝節義-孝感動天》        | 堯帝          |
| 2019年 | 公視       | 公視迷你劇集《糖糖Online》               | 教育局長      |
| 2020年 | 台視       | 《四月望雨》                             | 淑華兄        |
| 2020年 | 三立台灣台 | 《戲說台灣》《東山白骨精》               | 陳世坤        |
| 2020年 | 大愛電視台 | 《我家的美好時光》                       | 王祺和        |
| 2020年 | 三立台灣台 | 《戲說台灣》《月老化冤債》               | 月老          |
| 2021年 | 三立台灣台 | 《戲說台灣》《遊王公寶劍奇緣》           | 吳萬興        |
| 2021年 | 三立台灣台 | 《戲說台灣》《孟婆化頑石》               | 劉高          |
| 2021年 | 三立台灣台 | 《戲說台灣》《三八兄弟摃石磯》           | 鄭啟明        |
| 2021年 | 大愛電視台 | 《一路芬芳》                             | 郭順忠        |
| 2022年 | 台視       | 陳亞蘭歌仔戲《嘉慶君遊台灣》             | 劉福貞        |
| 2022年 | 衛視中文台 | 《我和我的鋼四壁》                       | 徐先生        |
| 2022年 | 三立台灣台 | 《戲說台灣》《鬼知縣救龍脈》             | 陳土木        |
| 2022年 | 三立台灣台 | 《戲說台灣》《雞屎破奇案》               | 加藤          |
| 2022年 | 三立台灣台 | 《戲說台灣》《玄武斬魔劍》               | 鄭金旺        |
| 2023年 | 公視       | 《牛車來去》                             | 李金火        |
| 2023年 | 三立台灣台 | 《戲說台灣》《慈母雷公咒》               | 阿祥伯        |
| 2023年 | 三立台灣台 | 《戲說台灣》《驚世奇案陳守娘》           | 左拐師        |
| 2023年 | 三立台灣台 | 《戲說台灣》《安平王爺採船》             | 佐藤          |
| 2023年 | 三立台灣台 | 《戲說台灣》《土地公接班人》             | 劉百萬        |
| 2024年 | 三立台灣台 | 《戲說台灣》《稻草新娘》                 | 錢有德        |
| 2024年 | 三立台灣台 | 《戲說台灣》《帝爺公換子成龍》           | 蔡永泰        |
| 2024年 | 三立台灣台 | 《戲說台灣》《金雞公》                   | 金雞公        |
| 2025年 | 三立台灣台 | 《戲說台灣》《上帝公度蠶妖》             | 徐大福        |
| 2025年 | 三立台灣台 | 《戲說台灣》《尊王公助良緣》             | 胡父          |
| 2025年 | 三立台灣台 | 《戲說台灣》《九華山乞丐掠交替》         | 劉霸          |
| 2025年 | 三立台灣台 | 《戲說台灣》《醫聖華陀觕徒弟》           | 華佗          |

## 舞台劇
- 《相逢台北橋》(1995-05-26~28三天)
- 《黑家店2~追殺萬古流芳》(2019-11/02~12/8，西門紅樓)

## 電影
- 《校園青春樂》飾演 游祥宇(1987年)

### 微電影
- 《賣夢老人》飾演 董事長(2018年)

## 執導作品
- 中視《心事誰人知》(2003年)